# Luis Pascual Dri
Luis Pascual Dri   (Departament Federación, 17 d'abril de 1927 - Buenos Aires, 30 de juny de 2025) va ser un eclesiàstic catòlic argentí, confessor al Santuari La nostra Senyora de Pompeia a Buenos Aires.

## Biografia
Luis Pascual va néixer el 17 d'abril de 1927, a la ciutat argentina de Federación. Fill d'Antonio Dri i Estela Lodi, immigrants italians que treballaven al camp per mantenir una família de deu fills. Quatre de les seves germanes es van fer religioses, tres es van fer sacerdots caputxins (inclòs ell mateix), un germà es va casar i dos van morir quan encara eren petits.
Va quedar orfe als 4 anys. Des de molt jove es va ocupar de les feines del camp, cuidant animals i sembrant blat de moro i alfals. Assistir l'escola rural del seu poble natal. Al gener de 1938, va ingressar al Seminari Caputxí, amb només 11 anys, i va completar allí la seva formació primària i secundària.

### Vida religiosa
Va ingressar al noviciat dels Germans Menors Caputxins a Montevideo. El 21 de febrer de 1945, va fer la seva professió religiosa temporal, vestint així l'hàbit franciscà caputxí. El 23 de febrer de 1949, va realitzar la professió solemne.
La seva ordenació sacerdotal va ser el 29 de març de 1952, a la catedral de Montevideo. Va assumir com a director del Seminari Menor San Francisco de Carrasco el 1953. El 1955, va passar a ser director del Seminari Seràfic de Vila Governador Gálvez (Argentina). El 1959, va ser mestre de novicis a San Francisco de Carrasco.
A partir del 1961, es va especialitzar a Europa com a formador de novicis. Va ser professor al Col·legi i Liceu Secco Illa d'Uruguai, entre 1962 fins a 1974. Va ser breument rector a Empalme i Colònia Nicolich. Després en 1976, es va convertir en mestre de novicis a Minas, Uruguai.
A inicis de 1983 va ser destinat a la parròquia de Sant Enric de Vila Governador Gálvez. El 1987 va ser nomenat rector de Sta. Maria de l'Ajuda al Turó de Montevideo. Posteriorment, va ser traslladat com a rector al Santuari La nostra Senyora de Pompeia a Buenos Aires, del 2000 al 2003; després va ser nomenat rector a Mar del Plata . El 2007 es va retirar a l'edat de 80 anys, tornant al Santuari de Pompeia, on continua servint com a confessor durant diverses hores cada dia.
El Papa Francesc ha parlat de la seva tasca com a confessor diverses vegades. Dri ha descrit reunir-se amb el papa Francesc sovint quan era arquebisbe de Buenos Aires i va informar que Francesc havia enviat sacerdots a veure'l per rebre assessorament. Dri al seu torn cita com els seus models i mentors dos caputxins, Leopoldo Mandić i el Pare Pius, tenint aquest últim com el seu confessor el 1960 quan vivien al mateix convent.

### Cardenalat
El 9 de juliol de 2023, durant l'Àngelus, el papa Francesc va fer públic que Dri seria creat cardenal. Va ser creat cardenal pel papa Francesc durant el consistori del 30 de setembre del mateix any, amb el títol de cardenal diaca de Sant'Angelo in Pescheria. No va poder assistir a la cerimònia a Roma per motius de la seva avançada edat i salut.
L'11 d'octubre del mateix any, rebrà la birreta, l'anell cardenalici i el pergamí amb el Títol atorgat pel Papa, en una cerimònia realitzada a la catedral de Buenos Aires. El seu primer llibre es titulà No tengan miedo de perdonar, i s'edità a petició del papa Francesc.